# Cecilia Echenique
María Cecilia Echenique Celis (Santiago, 28 de octubre de 1957) es una cantautora y compositora chilena.
Entre las intérpretes chilenas, Cecilia Echenique es una de las más versátiles en repertorio y, en consecuencia, la que mantiene mayor vigencia gracias a los procesos de búsqueda que ha hecho durante el tiempo. Su carrera, marcada por sus diez años como integrante del grupo de música infantil Mazapán, ha sabido buscar caminos de desarrollo en ámbitos casi opuestos; desde la música de inspiración religiosa, hasta un sensual registro con clásicos de Brasil.

## Biografía
En 1980 la cantante comenzó su década de trabajo junto a Mazapán, conjunto con el que grabó discos y tuvo un programa transmitido por Canal 11 y posteriormente por Televisión Nacional de Chile. En paralelo corrían sus intereses por la música de su propia generación, en el estilo que ha caracterizado su carrera como cantante: el Canto Nuevo. De hecho, con un espectáculo junto al trovador Eduardo Peralta, inauguró durante los años '80 el Café del Cerro, punto clave para el desarrollo del estilo. 
En 1982 Echenique viajó a Estados Unidos, donde formó un grupo de música barroca al interior de la Universidad de Princeton. En 1986 volvió a Chile y, como bienvenida, participó como invitada en los conciertos que por esos días hizo Eduardo Gatti en el Teatro Providencia. Al año siguiente la cantante se sumó al disco Voces sin fronteras, que se grabó para recibir la visita del Papa Juan Pablo II. Su versión a dúo con León Gieco para “La cigarra” fue el primer sencillo del disco.
Tras el éxito de esta incursión Echenique se decidió a grabar su primer disco solista: Tiempo fecundo (1987), que incluía versiones para “Todo cambia” y “Yolanda”. Estimulada por la buena recepción de ese disco, rápidamente se volcó a la grabación de un segundo álbum: En silencio (1989) donde incursionó también como compositora.
Participó en el plebiscito nacional de Chile de 1988, apoyando la campaña del «No». Grabó la canción «No lo quiero No, No» junto a las cantantes Tati Penna, Isabel, Javiera y Tita Parra. También se presentó en el cierre de la campaña el 1 de octubre de 1988, en un multitudinario acto realizado en la autopista Panamericana Sur. Años después tuvo una breve aparición en la película No (2012) de Pablo Larraín, donde recreó su participación en la campaña junto a otras figuras de la época.

## Trayectoria
Fundó, junto a otras seis intérpretes el grupo de música infantil Mazapán y, en paralelo, desarrolló su carrera de solista ligada al movimiento Canto Nuevo.
Tiene 14 discos editados como solista donde se incluye Tonadas Chilenas.
Ha sido invitada a grabar junto a Pedro Aznar.

## Vida privada
El 22 de marzo de 1980 se casó con el político demócratacristiano y ex senador, Ignacio Walker. El matrimonio tiene tres hijos, Elisa (abogada), Ignacio (cineasta) y Benjamín (cantautor).

## Éxitos
- Como voy a renunciar a ti (1995) Disco ¨El Amor aun existe¨ siendo parte del soundtrack de la Teleserie Chilena ¨Rojo y miel¨ (TVN)
- Siempre hay tiempo

## Discografía
Discos originales:
- Tiempo fecundo (1987 - CBS)
- En silencio (1989 - CBS)
- Me pregunto (1992 - CBS)
- El amor existe aún (1995 - Musicavisión)
- Villancicos (1998 - Universal)
- Chilena (1999 - Universal)
- Secreta intimidad (2001 - Universal)
- Brasil amado (2003 - Universal)
- Villancicos, vol. 2 (2004 - Oveja Negra)
- Tonadas chilenas (2007 - Chile Profundo)
- Lo que hoy necesito (2011 - Oveja Negra)
- Canciones de cuna (2014 - Autoedición)

## Premios
Dentro de las distinciones que ha recibido se cuentan:
- Gaviota de Plata del Festival de Viña del Mar (1993).
- Premio SCD a la figura femenina del año (1996) en el género internacional.
- Antorcha de Plata por su actuación en el Festival de Viña del Mar (2002).
- Premio Altazor (2002) por Secreta Intimidad, producción nominada al Grammy Latino.
- Obtuvo el reconocimiento de sus pares (2004) por Brasil Amado.
- En Brasil, fue condecorada con La Orden de Río Branco en grado de caballero, por el presidente Lula da Silva, debido a su aporte a la difusión de la cultura brasileña.